# Argument du troisième homme

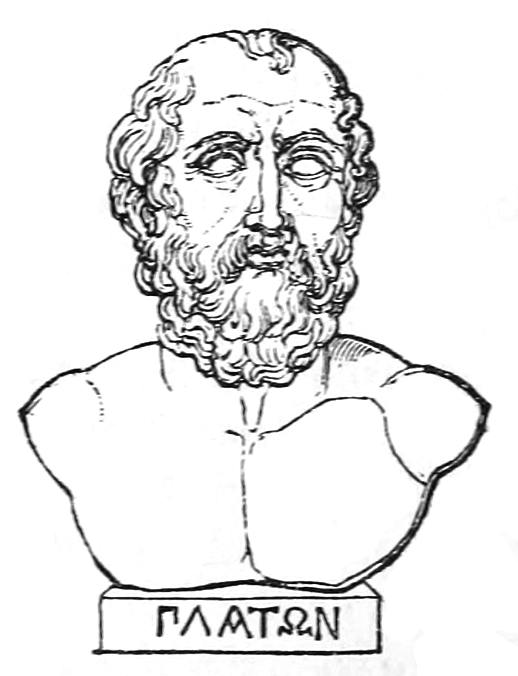
Illustration de Platon

L'argument du troisième homme, proposé par Platon dans le dialogue du Parménide (132a-b), est une critique philosophique sur la théorie platonicienne des idées. Cet argument a été favorisé par Aristote qui a utilisé l'exemple d'un homme (d'où le nom de l'argument) pour expliquer cette objection à la théorie de Platon. Il y pose, en principe, que si un homme est un homme parce qu'il participe de la forme (idée) d'homme, alors une troisième forme (idée) serait nécessaire pour expliquer comment l'homme et la forme (l'idée) de l'homme sont à la fois l'homme, et ainsi de suite, à l'infini. Phanias d'Érèse, dans son livre Contre Diodore, attribue au sophiste Polyxène une autre rédaction de l'argument du troisième homme :
« Si l’homme est homme par sa participation, par son commerce avec la forme de l’homme en soi, il faut qu’il y ait un homme dont l’existence dépende de celle de l’idée. Or, ce n’est pas l’homme en soi qui est par une participation avec l’idée, car il est lui-même l’idée ; ce n’est pas non plus quelque homme particulier. Il faut donc que ce soit un "troisième homme", dont l’existence dépende de l’idée. »
Il est à noter que Platon utilise semble-t-il indifféremment les mots eidos et idea pour exprimer les notions que l'on traduit en français tantôt par « idée » (ou Idée), tantôt par « forme ».